# Brachythecium bellicum
Brachythecium bellicum là một loài rêu trong họ Brachytheciaceae. Loài này được W.R. Buck, J. A. Jiménez, Ros & M.J. Cano mô tả khoa học đầu tiên năm 2001.